# Iglesia Hedvig Eleonora (Estocolmo)

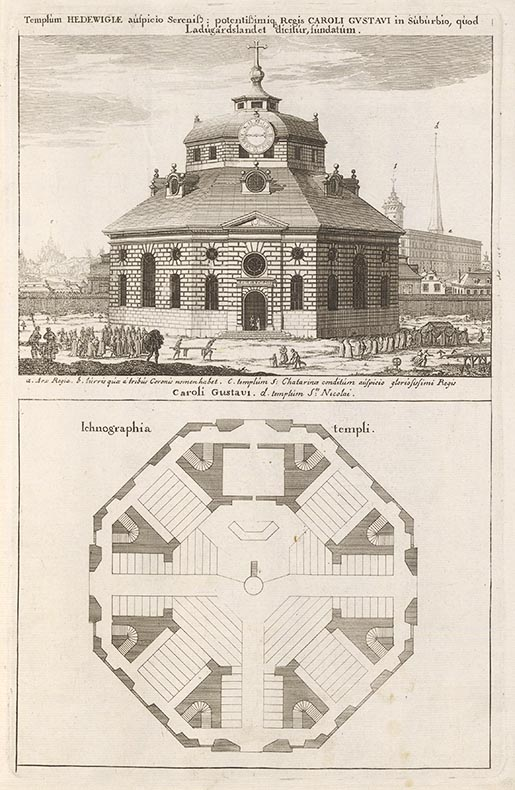
Plano de la iglesia según un grabado de 1696.

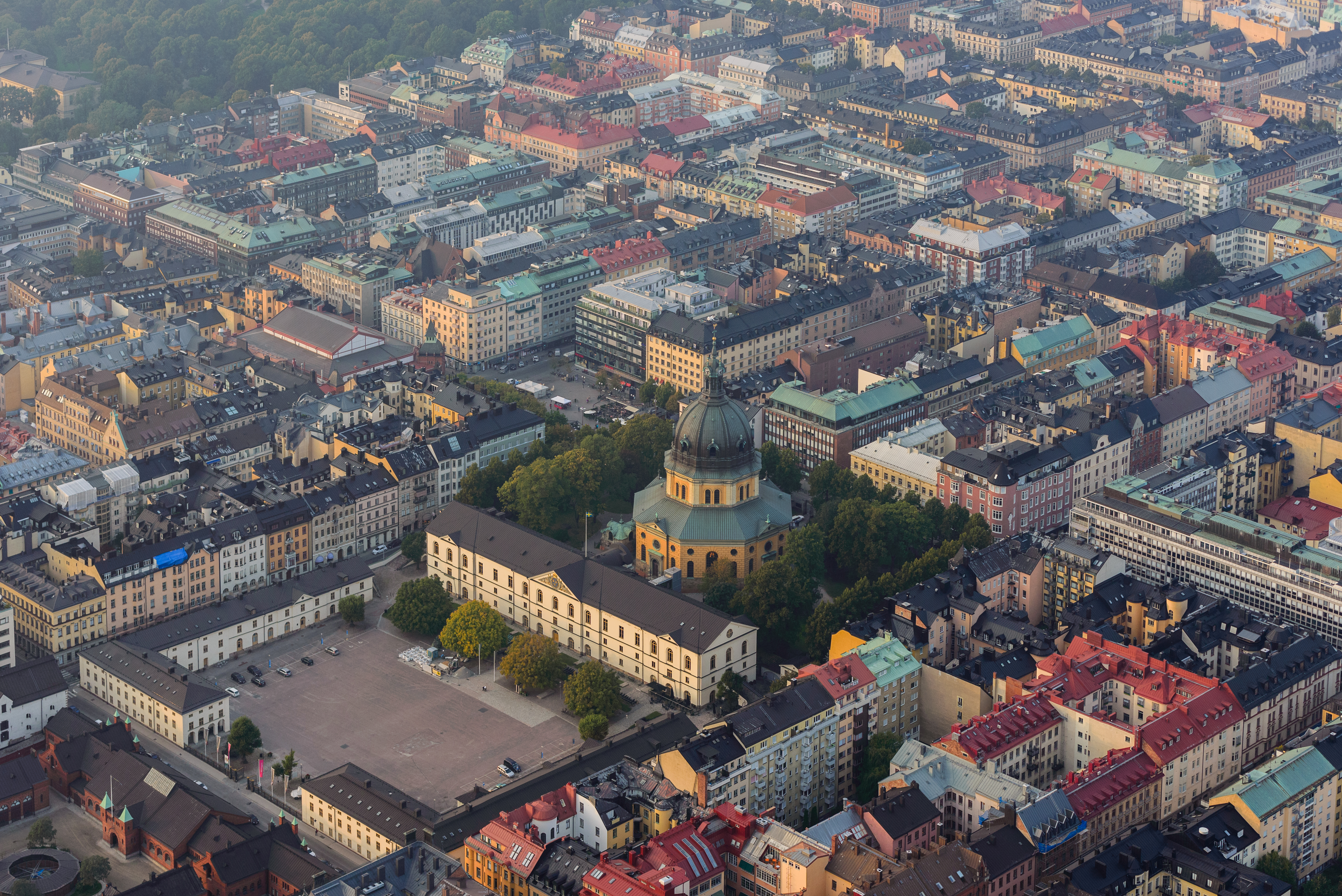
Vista aérea de la iglesia Hedvig Eleonora.

La iglesia Hedvig Eleonora (sueco: Hedvig Eleonora kyrka) es una iglesia del distrito de Östermalm, en el centro de Estocolmo (Suecia). De acuerdo con las tendencias en el norte de Europa del siglo XVII, tiene una planta octagonal.
La iglesia fue consagrada en 1737, y nombrada por la reina sueca Eduviges Leonor (1636-1715), esposa del rey Carlos X de Suecia.
Aunque las obras comenzaron en 1669 según los planos de Jean de la Vallée (1620-96), fueron interrumpidas por motivos económicos hasta 1724, cuando comenzaron de nuevo según planos de Göran Joshua Adelcrantz (1668-1739) sobre los cimientos existentes y siguiendo, en gran medida, la fachada diseñada por de la Vallée. Aunque en 1755 se comenzó la construcción de dos torres diseñadas por el hijo de Adelcrantz, Carl Fredrik, estas fueron sustituidas por una cúpula diseñada por F. W. Scholander (1816-81), y que se construyó 1865-68.
Erik Bergman (1886-1970), padre del cineasta Ingmar Bergman, fue nombrado párroco de la iglesia y su parroquia en 1934, poco antes de ser nombrado capellán real.